# Westlife
Westlife é uma boy band de música pop irlandesa formado em 3 de julho de 1998. Seus integrantes eram originalmente Shane Filan, Mark Feehily, Kian Egan, Nicky Byrne e Brian McFadden, esse último deixou a banda em 2004. A banda originalmente assinou contrato com Simon Cowell e eram assessorados pelo magnata da música, Louis Walsh.
O grupo prova seu extremo êxito na Irlanda e no Reino Unido, bem como no resto da Europa, e também se popularizou na América do Sul, na África, Austrália e Ásia.
O grupo já tem 14 singles número um no Reino Unido, conquistados no período de 1999 a 2006, o terceiro maior recorde na história do país, ficando atrás somente de Elvis Presley, The Beatles, e empatado com Cliff Richard. O Westlife também é a única banda na história do Reino Unido que teve seus sete primeiros sucessos consecutivamente no topo das paradas. Cerca de mais de 90 milhões de álbuns da banda já foram vendidos em mais de 40 países pelo mundo (60 milhões vendidos só na Ásia). Na Irlanda, sua terra natal, Como grupo musical jovem dos anos 90 só ficam atrás do Boyzone. Foi oficialmente anunciado pela Official Charts Company que eles são "O segundo artista mais vendido" (atrás de Robbie Williams) e "A banda mais vendida da década" (batendo em Coldplay) no Reino Unido com 11 milhões de cópias vendidas.
Em 1º de junho de 2008, Westlife marcou o seu 10º aniversário com um concerto em Croke Park, Dublin que viu mais de 83.000 fãs assistir à ocasião especial. A Music Week revelou no seu site que Westlife é oficialmente a terceira turnê mais vista dentre os anos 2005–2008, enquanto eles foram a 7ª turnê mais vista de 2008. Também em 2008, eles foram declarados como as 9ª celebridades mais ricas de Irlanda com menos de 30 anos e 13ª em geral com 36 milhões de euros como um grupo. Em 2009, eles caíram como os 16º irlandeses mais ricos com aproximadamente 8 milhões de euros cada um. Eles foram nomeados como o 4° artista musical que mais trabalhou no Reino Unido segundo a PRS (Performers Right Society) em 2010. Em agosto de 2011, foi relatado na Examiner irlandesa que os lucros da empresa da banda cresceu cinco vezes em 2010. Em 19 de outubro de 2011, Westlife anunciou que estava para separar após seu álbum de Greatest Hits ser lançado no final de 2011 e uma turnê de despedida em 2012. No final de setembro de 2018, o Westlife anunciou sua volta em comemoração aos 20 anos do grupo e do lançamento de "Swear It Again".

## Biografia

### O início

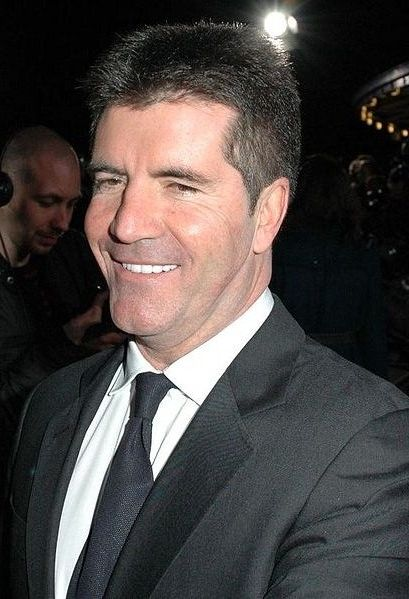
A banda assinou contrato com Simon Cowell.

Tudo começou numa pequena cidade no noroeste da Irlanda chamada Sligo. Shane Filan, Kian Egan e Mark Feehily estavam participando de uma montagem teatral de Grease num teatro local. Depois da última apresentação da peça, houve uma festa e todos os atores que interpretavam os T-Birds começaram a cantar juntos. Foi então que uma garota percebeu que eles tinham boas vozes e cantavam muito bem juntos.
Eles resolveram seguir o conselho dela e formaram uma banda chamada Six As One. Nessa época, a banda era composta por Shane Filan, Kian Egan, Mark Feehily, Michael Garrett, Derrick Lacey e Graham Keighron. A primeira apresentação do Six As One foi no Southern Hotel em Sligo e logo após esse show, eles voltaram a atuar em Grease, mas dessa vez, os intervalos da peça eram marcados por pequenas apresentações da banda.
A popularidade da banda era cada vez maior em Sligo, mas eles achavam que precisavam de um nome que ficasse na memória das pessoas, foi então que a banda passou a se chamar IOU. Resolveram também escrever suas próprias canções, pois antes só cantavam covers. A primeira música composta por eles foi "Together Girl Forever". 
Muitos empresários foram atraídos para Sligo, mas nenhuma das propostas agradou os rapazes que resolveram lançar um CD Single de "Together Girl Forever" por uma gravadora independente. O single teve boas vendas em Sligo.

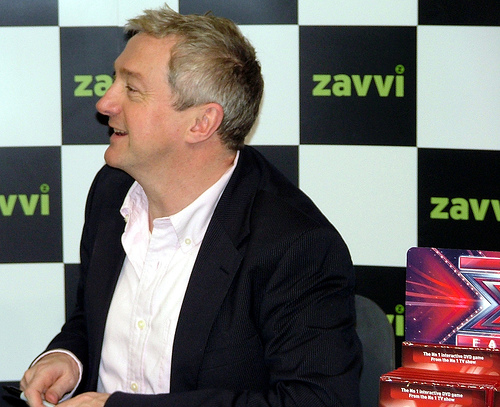
Louis Walsh, empresário do Westlife.

A mãe de Shane, Mae Filan, mandou várias cópias desse single para Louis Walsh (empresário do Boyzone), esperando convencê-lo a falar com a banda. E Por fim, conseguiu. Shane e o restante do grupo ficaram muito surpresos, pois não sabiam das tentativas de Mae Filan.
Louis gostou do que viu, mas precisava fazer um teste. Então, o IOU foi escolhido para fazer o show de abertura do grande concerto dos Backstreet Boys em Dublin. A apresentação duraria 15 minutos e eles teriam que cantar três músicas. As escolhidas foram: "Together Girl Forever", "Everlasting Love" e "Pinball Wizard" do The Who. O visual também precisava de cuidados, por isso foram a uma loja chamada EJ’s Menswear, onde compraram calças e blusas para o show.
A apresentação foi um sucesso e em fevereiro de 1998, Louis decidiu contratá-los. Mas agora vinham as más notícias: o grupo teria apenas cinco integrantes, portanto alguém teria que deixar o grupo. Derrick Lacey foi o escolhido por ser o mais velho de todos.
Com os rapazes escolhidos, o trabalho de promoção começou. Eles gravam uma fita demo que foi distribuída a várias gravadoras. Foi então que o Ronan Keating da boy band Boyzone surgiu, para ajudar a desenvolver o grupo. A química entre eles foi tanta que Louis pediu que Ronan fosse co-empresário da banda. O primeiro encontro com uma gravadora também estava agendado, mas acabou não dando certo, pois só havia interesse em contratar Kian e Mark, que negaram o convite por acreditar no talento do grupo.
Louis então notou que a banda não teria sucesso se mantivesse todos os integrantes. Graham Keighron foi o escolhido para deixar o grupo.

### A formação
Com apenas quatro integrantes, a busca pelo quinto membro começava. Trezentos jovens se candidataram à vaga, entre eles, dois amigos que estavam ali apenas por curtição: Nicky Byrne e Brian McFadden. Nicky vestia um terno preto e cantou "Father and Son" do Boyzone. Brian tinha uma aparência quase rude vestindo calças jeans e cantou "Get Down (You're the One for Me)" de Backstreet Boys.
Foram seis finalistas e depois apenas dois: Nicky e Brian. Ninguém conseguia se decidir entre os dois e os dois acabaram sendo escolhidos. Após uma pequena temporada em Sligo, eles já estavam super enturmados. Aí veio mais uma decepção: mais alguém teria que deixar a banda, pois ela só teria cinco integrantes. Foi a vez de Michael Garrett deixar o grupo.
Com o grupo formado, em 3 de julho de 1998, eles foram convidados para participar da turnê da rádio 2FM. Contrataram um tour manager, Tim Byrne e finalmente assinaram um contrato com a RCA Records.
Louis quis mudar o nome da banda e após algumas discussões, Westside foi o nome escolhido.
A seguir eles se juntaram à turnê inglesa do Boyzone, onde cantavam quatro músicas: "Swear It Again", "If I Let You Go", "Everybody Knows" e "Flying Without Wings". O sucesso foi imenso e eles começaram a sair em revistas, aparecer constantemente em programas de televisão e rádio. Mas surgiram também as primeiras brigas internas, até que o Kian percebeu que se eles não parassem com as briguinhas, uma carreira brilhante poderia ser arruinada antes mesmo de começar. Desse momento em diante, as brigas acabaram e eles ficaram ainda mais confiantes.
Após participarem da turnê "Smash Hits Roadshow" da revista inglesa Smash Hits, eles ganharam seu primeiro prêmio, Artista Revelação, votado pelos leitores dessa revista. O grande teste foi quando eles tiveram que fazer um mostruário para jornalistas e empresários de outras gravadoras, para que o grupo fosse oficialmente apresentado à mídia. Foi necessário muito ensaio, mas o show foi perfeito. Porém, já havia um banda americana chamada Westside e infelizmente, eles tiveram que trocar de nome novamente. Depois de tanto mudar o nome da banda, eles chegam a um acordo, o nome da banda seria Westlife. Na autobiografia Westlife – Our Story, Nicky Byrne revelou que queria mudar o nome para West High mas os outros queriam Westlife.

### A primeira aparição, o primeiro álbum,Coast to CoasteWorld of Our Own(1998-2001)
A primeira grande aparição do Westlife se deu em 1998, quando os garotos abriram um show dos Backstreet Boys em Dublin. Posteriormente no mesmo ano, eles ganharam o prêmio "Best New Your Act" na Smash Hits Poll Winners Party.
Em março de 1999, o primeiro single da banda, "Swear It Again", foi lançado, indo direto para o topo das paradas na Irlanda e no Reino Unido. O sucesso da banda foi confirmado quando o segundo single, "If I Let You Go", emplacou nas paradas em agosto de 1999, ficando também em primeiro lugar, seguido por "Flying Without Wings" em novembro, que repetiu o feito. O Westlife foi a primeira banda a alcançar o primeiro lugar do novo milênio através do single "I Have a Dream"/"Seasons in the Sun". O primeiro álbum, intitulado Westlife, foi lançado em novembro de 1999 e foi um enorme sucesso, alcançando o segundo lugar nas paradas de vendas. O álbum incluía os quatro singles número um e também o próximo hit, "Fool Again", que também chegou ao topo em abril de 2000.
O álbum seguinte foi rapidamente gravado e lançado em novembro de 2000. Coast to Coast foi um grande estouro no Reino Unido, tornando-se o 4º álbum mais bem vendido do ano. Canções românticas e algumas baladas mais dance deram o toque de diversidade, além de alguns covers, como "Uptown Girl" e "My Girl".
O álbum foi precedido por um dueto com Mariah Carey do clássico de Phil Collins, Against All Odds. Para o lançamento do álbum, a balada "My Love" foi selecionada para ser o primeiro single. Ambas as músicas chegaram ao primeiro lugar nas paradas britânicas. Com isso, Westlife quebrou um recorde inesperado, tendo seu sete primeiros singles no topo das paradas.
Em 2001, os garotos lançaram sua primeira turnê mundial "Dreams Come True Tour", apelidada em caráter não oficial de "The No Stools Tour" (A Turnê sem Banquinhos), por conta da reputação da banda em se apresentar sentada em banquinhos. Em novembro do mesmo ano, lançaram o terceiro álbum, World of Our Own, incluindo os hits número um "Uptown Girl" (somente incluída da versão europeia do álbum, tendo sido lançada no Brasil em uma edição especial do álbum Coast to Coast), "Queen of My Heart" e "World of Our Own".

### Unbreakable,Turnarounde a saída de Brian McFadden (2002-2004)
O grupo lançou o seu 11º single número um no Reino Unido, "Unbreakable", em 2002. Entre rumores de uma separação, Westlife lançou sua primeira coletânea de sucessos em novembro no mesmo ano intitulado Unbreakable - The Greatest Hits Vol. 1,  que alcançou o primeiro lugar no Reino Unido. O lançamento foi seguido pelo single duplo lado A, "Tonight/Miss You Nights", que estrearam na terceira posição no Reino Unido.  A "Because Films Inspire..." fez um documentário para a televisão intitulado como Wild Westlife dirigido por Iain MacDonald e estrelado pelo próprio grupo. Ele revela como foi a sua vida musical em uma base diária e quando em turnê. Em 2003, Westlife continuou à sua terceira turnê mundial, The Greatest Hits Tour, acabando com os rumores de uma separação.
Em 24 de novembro de 2003, um quarto álbum de inéditas foi lançado, Turnaround, o quarto número um consecutivo em quatro anos. Este álbum trazia os singles "Hey Whatever", "Obvious" e o 12º single número um, "Mandy", cover do antigo sucesso de Barry Manilow. Em 2003, Westlife ganhou o prêmio "Record of the Year" pela terceira vez em cinco anos.
"Hey Whatever" foi lançada alcançando boas posições nas paradas inglesas. Logo após foi lançado "Mandy", que também se tornou uma música de sucesso. "Obvious" foi lançada logo depois, e foi o último single do álbum a ser lançado.
No mesmo ano, a banda foi a Nashville para participar de um documentário de TV e regravar uma música originalmente cantada pela lenda da música country Kenny Rogers, "Daytime Friends", o que levou a banda a ser bem elogiada.
Em 9 de março de 2004, Brian McFadden deixou a banda para dedicar o seu tempo à família. Brian iniciou sua carreira solo com o seu nome de registro (ele escrevia Bryan por causa da facilidade para autografar). Brian revelou, tempos depois, que a gravação de covers foi fator decisivo para que ele deixasse o grupo.
Atualmente, McFadden mantém uma parceria com o Keith Duffy ex-vocalista da boyband Boyzone. Nesta parceria ambos cantam os maiores sucessos de suas respectivas bandas das quais ambos eram integrantes. O projeto foi intitulado de "BoyzLife"

### Allow Us to Be Frank,Face to Face,The Love Album,Back Homee 10 anos de carreira (2004-2008)

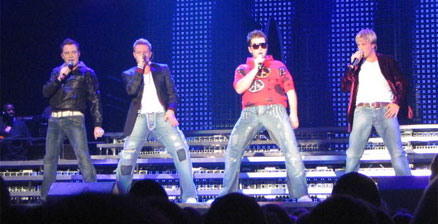
Westlife no Face to Face Tour (2006)

Se a perda de um membro significa o início do fim para as bandas de música pop, esse não foi o caso atravessado pelo Westlife. Menos de um mês após a saída de McFadden, os garotos deram início à sua quarta turnê.
Depois lançaram Allow Us to Be Frank no mesmo ano, um álbum de covers de sucessos da Rat Pack, tendo sido "Ain't That a Kick in the Head", o primeiro single e "Smile", o segundo.
Em 2005, após uma pausa de quatro meses, o Westlife retornou com "You Raise Me Up", uma cover de Secret Garden, o primeiro single de Face to Face, sétimo álbum da banda. Em 6 de novembro de 2005, tanto o álbum quanto o single "You Raise Me Up" chegaram em primeiro lugar nas paradas britânicas, foi a primeira vez que a banda teve álbum e single alcançando a mesma posição na mesma semana. Tendo sobrevivido às ida e vindas das boy bands, os membros do Westlife continuaram se divertindo às custas das especulações em torno de um suposto fim da banda, afirmando que querem chegar ao recorde de 20 singles número um no Reino Unido.
O Westlife assinou um novo acordo com a Sony BMG para a gravação de mais cinco álbuns. O oitavo álbum de estúdio, The Love Album, foi lançado dia 20 de novembro de 2006, mas nas Filipinas o álbum foi lançado uma semana antes, dia 13 de novembro de 2006. O álbum trouxe somente covers de antigos sucessos românticos, como "Total Eclipse of the Heart" de Bonnie Tyler, produzida por Jim Steinman, um dueto com Delta Goodrem em "All Out of Love", sucesso originalmente cantado e gravado pela banda Air Supply em 1980 e também "Nothing's Gonna Change My Love For You" que obtiveram sucesso no álbum.
O tema principal do álbum é o "amor". A primeira música a ser lançada foi "The Rose" (uma versão para o clássico de Bette Midler) que estreou em 1º lugar no Reino Unido e Irlanda. O álbum vendeu 1 milhão de cópias só no Reino Unido, tendo 10 discos de platina na Irlanda e quatro discos de platina no Reino Unido e também é o 14º single número um  britânico (e a 15ª canção número um, considerando que "I Have a Dream"/"Seasons in the Sun" foi um single lado A duplo). Isso fez com que o Westlife tivesse o terceiro maior feito (ao lado de Cliff Richard) na história das paradas britânicas, obtendo o maior número de singles número um, ainda atrás de Elvis Presley (que tem 21 singles número um, 18 deles são canções diferentes) e The Beatles (17 singles número um). A versão deluxe de The Love Album foi lançada com um CD bônus no Japão.
O grupo deu início à sua primeira turnê asiática em 4 de setembro de 2006 pela Filipinas, Coreia do Sul, Singapura, Hong Kong, Taiwan e Indonésia. A turnê australiana teve de ser adiada devido ao atraso das gravações do novo álbum.
Back Home foi lançado no dia 5 de novembro de 2007, o nono álbum estreou em 1º no Reino Unido vendendo 132 mil exemplares em sua primeira semana de lançamento, e se manteve no topo por oito semanas consecutivas, e foi também o 5º álbum mais vendido no Reino Unido. O primeiro single do álbum foi "Home", lançado dia 29 de outubro de 2007, o segundo foi "Us Against the World" e o terceiro foi "Something Right", ambos lançados em 2008.
No dia 24 de Novembro de 2008, o Westlife lançou o DVD 10 Years of Westlife - Live at Croke Park Stadium comemorando o 10° aniversário da banda. O show foi gravado em Dublin em 1° de junho de 2008.

### Hiato eWhere We Are(2008-2010)

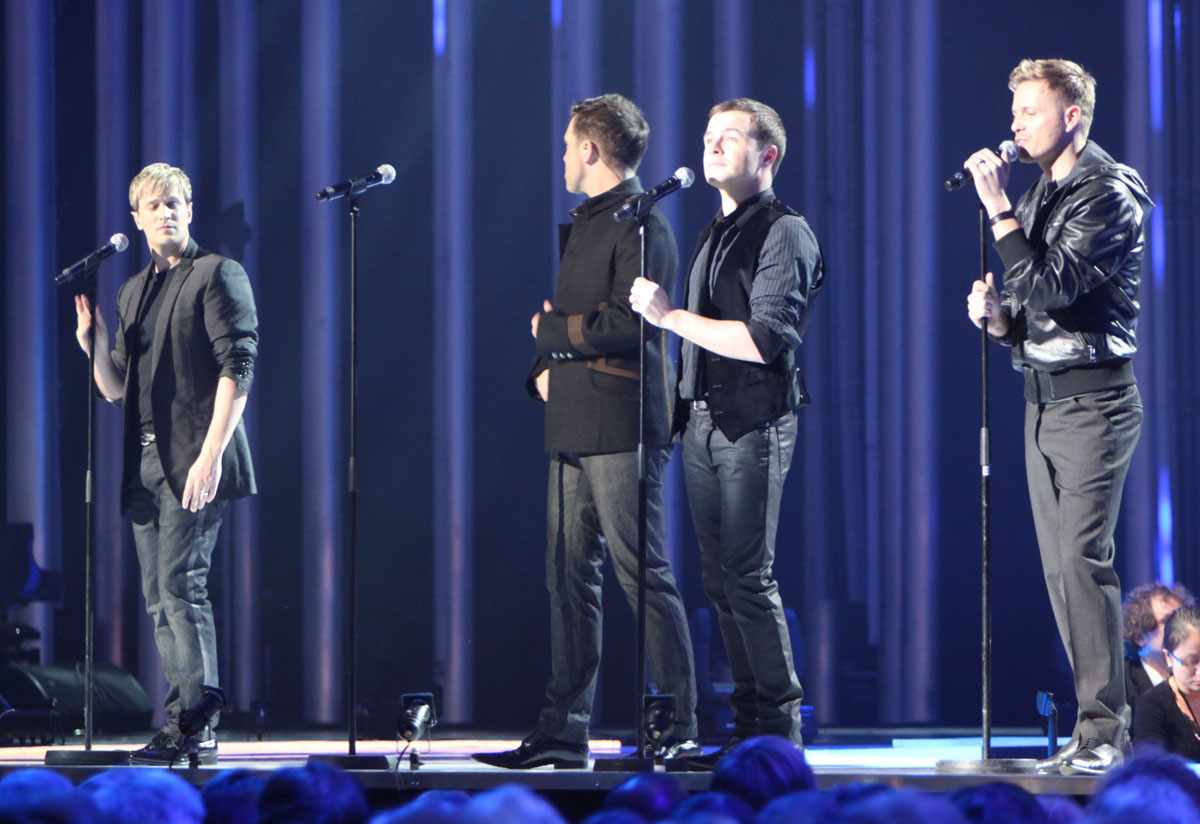
Westlife no Nobel da Paz

Louis Walsh revelou que após o hiato de um ano com os seus amigos e família que o Westlife voltaria para acertar as cartas mais uma vez, em junho, em seu décimo álbum de estúdio. Walsh disse também que, enquanto ele se encontrou com Simon Cowell, eles trabalharam conjuntamente para o retorno do Westlife.
Where We Are, foi lançado em 30 de novembro de 2009 no Reino Unido e alcançou a posição #2 em ambos na Irlanda e no Reino Unido e assim ficou atrás da cantora das Girls Aloud, Cheryl (com o álbum de estreia 3 Words) e depois de Susan Boyle (com o primeiro álbum I Dreamed a Dream).
O novo single "What About Now", foi lançado algumas semanas antes, em 23 de Outubro de 2009, com downloads digitais que já estavam disponíveis no dia anterior. A versão original da canção do Daughtry ganhou exposição nas audições do programa The X Factor antes do lançamento da versão do Westlife.
Em 11 de dezembro de 2009, o Westlife participou do Nobel da Paz em Oslo, Noruega e conheceram pessoalmente o presidente americano Barack Obama.
O Westlife participou com outros artistas do single para caridade para o Haiti chamado "Everybody Hurts", uma cover do R.E.M. organizado por Simon Cowell.
Foi oficialmente anunciado que eles são o "2° artista mais vendido" (2nd biggest selling artist) e "A maior venda de uma banda da década" (Biggest selling band of the decade) no Reino Unido com 10,14 milhões de álbuns vendidos.
Depois do single "What About Now", o grupo e o empresário haviam decidido que não iriam lançar um segundo single de Where We Are. O DVD The Where We Are Tour foi lançado em 29 de novembro de 2010 e foi o primeiro vídeo do grupo lançado em formato Blu-Ray.

### Gravity, o segundoGreatest Hitse separação (2010-2012)
O grupo disse que iriam lançar um novo álbum em 15 de novembro de 2010 e que o álbum iria ter faixas "suculentas" e "sensuais" . Mark Feehily, Nicky Byrne e Kian Egan mencionaram no Twitter que a gravação iria terminar em agosto de 2010 e iriam gravar um videoclipe em setembro.
O décimo primeiro álbum foi gravado e processado com o compositor e produtor vencedor do Grammy John Shanks em Londres e Los Angeles. Foi inteiramente produzido por Shanks. No dia 19 de setembro de 2010, um trecho do primeiro single "Safe" foi ouvido no programa The X Factor, o grupo depois fez a performance da canção no mesmo programa no dia 14 de novembro de 2010.
O single foi lançado no dia 14 de novembro de 2010. Ele estreou na UK Singles Chart no dia 21 de novembro de 2010 em 10º lugar, dando o grupo o seu 25º Top 10 Singles no Reino Unido. Contudo, é também a posição mais baixa até agora no país. O novo álbum chamado Gravity, cujo nome foi sugestão de uma fã, foi lançado em 22 de novembro de 2010.
A Gravity Tour começou em 7 de março de 2011 e terminou em 9 de outubro de 2011. A turnê passou por países como Emirados Árabes, Omã, África do Sul, China e Vietnã. 
Em 14 de março de 2011, o grupo confirmou que deixou a gravadora de Simon Cowell, Syco Music, depois de 13 anos. O Westlife citou que "Beautiful Tonight" não foi lançada por decisão da gravadora. Depois de voltarem para a gravadora RCA tendo um contrato de 1 ano, eles anunciaram que vão lançar uma segunda coletânea com data prevista para 21 de novembro de 2011. Greatest Hits foi produzido por John Shanks e foi incluída quatro faixas inéditas.
O single "Lighthouse" acabou vazando na internet antes do seu lançamento oficial que aconteceu em 14 de novembro de 2011. Foi co-escrita pelo membro do Take That, Gary Barlow e John Shanks anunciado pela primeira vez por Nicky. Mark e Nicky explicaram que o grupo está animado por ter trabalhado com "a concorrência", "Eles escreveram "Patience" para o Take That e estamos confiantes de que temos uma grande equipe por trás de nossa nova música". A filmagem para o vídeoclipe do single começou em 17 de setembro de 2011 e foi filmado na África do Sul  e também fizeram as fotos para o álbum. "Lighthouse" foi escolhido pela gravadora, em vez da outra canção nova, "Beautiful World". Foi devido a ser o primeiro single de seu próximo compilação, mas no último minuto que abandonou a música em favor deste último. Mark disse: "Foi, literalmente, até um dia atrás que estávamos decidindo entre o "Lighthouse" e "Beautiful World" para o primeiro single, mas foi com "Lighthouse" no final.", "Eu não estava muito eviscerado. Uma vez que eu escrevo a música que eu escrevi, você não pode ficar muito ligado e apenas tem que entregá-lo e esquecer o fato de que você escreveu ele".
Em 17 de outubro de 2011, a Daily Mail irlandesa informou que o ex-companheiro de banda Brian McFadden iria se reunir com eles para um show "Uma Noite com Westlife" em apoio do álbum Greatest Hits. Kian Egan depois negou e disse: "Todos os boatos sobre o retorno do Brian para o Westlife são falsas. Nós temos sido um quarteto por muito tempo agora, amamos o Brian mas isso não irá acontecer. Isso inclui nenhuma performance para a TV".
Com um álbum de compilação nova saindo, é altamente especulado estará fazendo uma nova turnê de grandes sucessos. A turnê pelo Reino Unido foi oficialmente anunciado em 18 de outubro, com datas confirmadas para maio de 2012.
Em 19 de outubro de 2011, Westlife anunciou oficialmente que eles estavam se separando depois de um álbum de Greatest Hits e uma turnê de despedida. Eles descreveram a separação como amigável.

### Reunião,Spectrume a turnê The Twenty Tour (2018-2021)
Em 23 de setembro de 2018, várias agências de notícias irlandesas começaram a relatar que o grupo (sem Brian McFadden) assinou com a Universal Music Group um novo álbum de cinco anos e um contrato de turnê com a Virgin EMI Records.
Em 3 de outubro de 2018, o grupo anunciou formalmente que haverá novas músicas e uma turnê em breve em suas contas oficiais de mídia social, como em sua conta no Instagram que foi criada no mesmo dia de seu anúncio. De acordo com os relatórios, eles estão se preparando para o retorno deles nos últimos 12 meses, já que Feehily também disse que, em 2017, ele esperava juntar todos eles para uma recuperação adequada.
"Hello My Love", seu primeiro single desde 2011 foi lançado em 10 de janeiro de 2019. Ele alcançou o primeiro lugar no iTunes Store Top Songs em mais de quinze países, incluindo o Reino Unido e a Irlanda, alcançou o top 10 em 23 países e alcançou o primeiro lugar em mais de 50 países poucos minutos após seu lançamento.  Ed Sheeran está entre os compositores do novo álbum. Enquanto isso, na noite de 17 de outubro de 2018, as datas da turnê no Reino Unido e na Irlanda foram anunciadas através das redes sociais da Westlife e foram chamadas de "The Twenty Tour".
Spectrum foi lançado em 15 de novembro de 2019. O álbum alcançou a posição número um na Irlanda, Escócia e Reino Unido e foi certificado como Ouro no Reino Unido e Platina na Irlanda. Este é seu primeiro álbum número um em doze anos no Reino Unido e em oito anos na Irlanda. Este também é o álbum mais vendido em 2019 na Irlanda. Este é o oitavo álbum número um do Reino Unido, tornando-os a quinta banda (a quarta até que o Coldplay obtivesse seu oitavo álbum número um na semana seguinte) a ter oito álbuns número um do Reino Unido com nomes como Led Zeppelin e R.E.M.. No geral, eles são uma das únicas dez bandas que teve oito álbuns número um. É o seu décimo primeiro álbum número um na Irlanda. 
Para divulgar o álbum antes de seu lançamento, mais singles foram lançados como o segundo, também de Mac e Sheeran com Fred Again, que foi chamado de "Better Man". Foi o segundo número um na UK Singles Physical Chart e alcançou a segunda posição na UK Singles Sales Chart e na Scottish Singles Chart em 2019. O terceiro single, "Dynamite", foi lançado em 5 de julho de 2019 e foi lançado em três mixagens diferentes. O single foi seu 27º hit no Top 10 na Escócia e o 29º no Top 40 na Irlanda. O quarto single do álbum, "My Blood", foi lançado em 25 de outubro de 2019. "My Blood" acabou chegando ao número 96 na UK Singles Chart e na sexta posição na Scottish Singles Chart. Ele também alcançou a posição 46 no Irish Singles Chart.
Em 8 de fevereiro de 2021, a banda revelou a separação mútua de caminhos com a Virgin EMI Records e os detalhes de uma parceria nova e inovadora são iminentes. Um novo álbum no final deste ano e uma turnê global, que incluirá seus primeiros shows americanos nos próximos dezoito meses, também foram expressos. A banda também está considerando oportunidades para um programa de TV de fim de ano, um documentário especial ainda este ano. 

### Wild Dreamse Stadiums in the Summer Tour (2021–presente)
Em 17 de março de 2021, eles anunciaram formalmente através de diferentes mídias que assinaram um novo contrato de álbum através da Warner Music UK e East West Records.
"Starlight", o single principal de seu décimo segundo álbum de estúdio, saiu em 14 de outubro de 2021. O álbum, Wild Dreams, foi lançado em 26 de novembro de 2021.

## Popularidade
O álbum e single de estreia do Westlife coincidiram com o apogeu da popularidade das boy band, e seu sucesso foi mais aparente na Irlanda, no Reino Unido e na maioria dos países africanos, asiáticos, australianos e europeus continentais. Eles também tinham certificações de álbuns no Brasil, México, Filipinas e Estados Unidos. Eles fizeram 13 turnês em todo o mundo e venderam mais de 5,5 milhões de ingressos. Em abril de 2001, mais de um milhão de fãs de 122 países queriam bater papo com os rapazes. Eleita mundialmente como a melhor boy band na MTV Battle of the Boybands, com trinta e duas bandas nas escolhas em 2012. Sua batalha entre os Backstreet Boys recebeu a maior taxa de votos com mais de um milhão em apenas um período de votação específico. O total de votos ao longo da competição de duas semanas obteve mais de 12 milhões de votos. A batalha final foi entre eles e os Jonas Brothers. One Direction foi confundido com o Westlife em Gana quando foram gravar um videoclipe.
Eles também se apresentaram no Concerto do Prêmio Nobel da Paz em 2000 com "I Lay My Love on You" e "My Love", em 2005 com as canções "World of Our Own" e "You Raise Me Up" com Rolf Løvland e Fionnuala Sherry, e em 2009 com "What About Now" e "You Raise Me Up" na frente do ex-presidente dos EUA, Barack Obama, e o conheceu depois. Eles também tocaram para a Rainha Elizabeth II duas vezes e para o Papa João Paulo II uma vez em um show ao vivo na televisão e apertaram a mão deles depois. Eles foram a primeira banda pop a chegar ao topo da conta do entretenimento na Cidade do Vaticano e um concerto privado para o Papa. Eles também conheceram pessoalmente o ex-primeiro-ministro do Reino Unido Tony Blair e pegaram autógrafos também para sua filha. A banda também foi mencionada na versão do livro de Me Before You, que foi lançado em 2012. As canções do Westlife também foram usadas como trilhas sonoras de filmes seis vezes, incluindo "Safe" para Winter, o Golfinho em 2011, "You Raise Me Up" para Mrs. Brown's Boys D'Movie em 2014 e "Flying Without Wings" para Pokémon: The Movie 2000.

## Produtos e endossos
Alguns dos produtos que o Westlife lançou oficialmente, além de seus lançamentos musicais, incluem videogames, chocolates Cadbury, livros, calendários e produtos de turismo, como camisetas, jóias, papelaria, artigos de higiene, bonecos, relógios, canecas, edredons, papel de parede, chaveiros e pôsteres. Seu segundo álbum de estúdio, Coast to Coast, recebeu produtos adicionais, principalmente na Ásia, que incluíam passagem de transporte MRT, calendário de cartão com foto, conjunto de cartão-postal, pôster dobrável assinado, estojo brilhante e Filofax (uma marca de carteiras organizadoras pessoais). Eles também receberam patrocínio de Tayto (fabricante de batatas fritas e pipoca na Irlanda) em 2000, Adidas em 2002 e Volkswagen em 2011. Eles têm livros oficiais e não oficiais lançados, incluindo o livro escrito pelos membros do Westlife, que foi lançado em 16 de junho de 2008 pela HarperCollins UK Publishing, intitulado 'Westlife - Our Story', como parte de sua celebração do 10º ano. A banda lançou dois conjuntos de perfume para presente, "X" e "With Love".
Em agosto de 2001, foi noticiado que o quinteto iria fazer comerciais para a Calvin Klein. Mas depois desmentiram os boatos.

## As funções no grupo e influências
Shane Filan, Mark Feehily e Brian McFadden na maioria das vezes que dividiram os vocais principais, depois passou a ser Filan e Feehily. Tocam instrumentos, Kian Egan e Brian McFadden tocavam violão e piano, Kian toca também bateria e guitarra. Todos são compositores, entretanto a maioria de seus sucessos foram compostos por outros autores. 
As influências musicais do grupo incluem Boyzone, Take That e Backstreet Boys, bem como o grupo Boyz II Men e o cantor Michael Jackson. Eles são adorados por muitas celebridades como Chris Martin do Coldplay, Alexandra Burke, Nadine Coyle do Girls Aloud e Ed Sheeran. Depois grupos pop como The Wanted, JLS e One Direction expressaram adoração para o grupo em suas respectivas carreiras musicais. Alguns dos artistas musicais famosos gravaram canções do grupo como Ronan Keating, Will Young, Shayne Ward e Ruben Studdard.

## Outros acontecimentos

### Westlife no Brasil
Westlife esteve no Brasil por três vezes (duas vezes em 2000 e uma vez em 2001). Nas duas primeiras vezes, eles vieram, em fevereiro de 2000 e em agosto de 2000. Ambos para promover o álbum de estreia Westlife. Em Fevereiro de 2000 foram a vários programas de TV no eixo Rio-São Paulo e foram ao Festival de Verão Salvador. No mês de agosto de 2000 também fizeram alguns programas de TV e fizeram um showcase promovido pela rádio Jovem Pan FM. Em agosto/setembro de 2001 vieram para promover o segundo álbum da carreira, Coast to Coast e fizeram alguns programas de TV e também fizeram um showcase na danceteria Cabral no dia 31 de agosto de 2001. Após mais de 20 anos, Westlife retorna ao Brasil e traz pela primeira vez uma turnê. A Wild Dreams Tour desembarcará em São Paulo, para um show único em 24 de Março de 2024.

## Integrantes

### Atuais
- Shane Filan (1998-2012, 2018-presente)
- Mark Feehily (1998-2012, 2018-presente)
- Kian Egan (1998-2012, 2018-presente)
- Nicky Byrne (1998-2012, 2018-presente)

### Ex-integrantes
- Brian McFadden (1998-2004)

## Discografia
- Westlife (1999)
- Coast to Coast (2000)
- World of Our Own (2001)
- Turnaround (2003)
- Allow Us to Be Frank (2004)
- Face to Face (2005)
- The Love Album (2006)
- Back Home (2007)
- Where We Are (2009)
- Gravity (2010)
- Spectrum (2019)
- Wild Dreams (2021)

## Prêmios
Estão listados aqui os prêmios principais de Westlife. A banda ganhou o prêmio "The Record of the Year" (Gravação do Ano) da ITV quatro vezes, com "Flying Without Wings" em 1999, "My Love" em 2000, "Mandy" em 2003 e "You Raise Me Up" em 2005. Eles também ganharam dois Brit Awards.
| Ano  | Recipiente             | Categoria                                                                                                   | Resultado |
| ---- | ---------------------- | --- | --------- |
| 1999 | Westlife               | MTV Europe Music Awards ("Melhor Ato Britânico e Irlandês")                                                 | Venceu    |
| 1999 | "Flying Without Wings" | ITV's Record of the Year ("Gravação do Ano")                                                                | Venceu    |
| 2000 | "My Love"              | ITV's Record of the Year ("Gravação do Ano")                                                                | Venceu    |
| 2001 | Westlife               | Brit Awards ("Melhor Ato Pop")                                                                              | Venceu    |
| 2001 | Westlife               | Brit Awards ("Melhor Grupo Internacional")                                                                  | Indicado  |
| 2001 | Westlife               | MTV Asia Awards ("Melhor Ato Pop Internacional")                                                            | Venceu    |
| 2002 | World of Our Own       | IFPI Hong Kong ("Top Sales Music Award" - "Prêmio de Música Top de Vendas")                                 | Venceu    |
| 2002 | Westlife               | Brit Awards ("Melhor Ato Pop")                                                                              | Venceu    |
| 2002 | Westlife               | Brit Awards ("Melhor Revelação Internacional")                                                              | Indicado  |
| 2002 | Westlife               | MTV Asia Awards ("Ato Pop Favorito")                                                                        | Venceu    |
| 2002 | "Uptown Girl"          | Meteor Awards (IRMA) ("Melhor Single Pop Irlandês")                                                         | Venceu    |
| 2002 | Westlife               | Meteor Awards ("Melhor Ato Irlandês")                                                                       | Venceu    |
| 2002 | World of Our Own       | Meteor Awards ("Melhor Álbum Pop")                                                                          | Venceu    |
| 2003 | "Mandy"                | ITV's Record of the Year ("Melhor Gravação do Ano")                                                         | Venceu    |
| 2003 | Westlife               | Meteor Awards ("Melhor Ato Pop")                                                                            | Venceu    |
| 2004 | Westlife               | Meteor Awards ("Melhor Ato Pop")                                                                            | Venceu    |
| 2004 | Westlife               | World Music Awards ("World Best-Selling UK/Ireland Act" - "Ato Britânico/Irlandês de Melhor Venda Mundial") | Venceu    |
| 2005 | "You Raise Me Up"      | ITV's Record of the Year ("Melhor Gravação do Ano")                                                         | Venceu    |
| 2005 | Westlife               | Brit Awards ("Melhor Ato Pop")                                                                              | Indicado  |
| 2005 | Westlife               | Meteor Awards ("Melhor Ato Pop")                                                                            | Venceu    |
| 2006 | Westlife               | Brit Awards ("Melhor Ato Pop")                                                                              | Indicado  |
| 2006 | Westlife               | Meteor Awards ("Melhor Grupo Pop Irlandês")                                                                 | Venceu    |
| 2006 | Westlife               | MTV Asia Awards ("Ato Pop Favorito")                                                                        | Indicado  |
| 2007 | Westlife               | Meteor Awards ("Melhor Grupo Pop Irlandês")                                                                 | Venceu    |
| 2008 | Westlife               | Meteor Awards ("Melhor Ato Pop Irlandês")                                                                   | Venceu    |
| 2009 | Westlife               | Meteor Awards ("Melhor Ato Pop Irlandês")                                                                   | Venceu    |
| 2010 | Westlife               | Meteor Awards ("Melhor Ato Pop Irlandês")                                                                   | Venceu    |
| 2012 | Westlife               | MTV Battle of The Boybands                                                                                  | Venceu    |
| 2012 | Westlife               | World Music Awards ("Melhor Grupo do Mundo")                                                                | Venceu    |
| 2014 | Westlife               | World Music Awards ("Melhor Grupo do Mundo")                                                                | Indicado  |
| 2014 | Westlife               | World Music Awards ("Melhor show ao vivo do Mundo")                                                         | Indicado  |
| 2019 | "Hello My Love"        | RTÉ Choice Music Prize ("Canção do Ano")                                                                    | Venceu    |
| 2019 | Westlife               | Weibo Starlight Awards ("Grupo Ocidental Mais Influente")                                                   | Venceu    |

## Turnês
- East Meets Westlife Tour (2000)
- Where Dreams Come True Tour (2001)
- World of Our Own Tour (2002)
- Unbreakable Tour (2003)
- Turnaround Tour (2004)
- No. 1's Tour (2005)
- Face to Face Tour (2006)
- The Love Tour (2007)
- Back Home Tour (2008)
- Where We Are Tour (2010)
- Gravity Tour (2011)
- The Greatest Hits Tour (2012)
- The Twenty Tour (2019)
- Wild Dreams Tour (2022)

Como ato de abertura
- Backstreet Boys – Backstreet's Back Tour (1997)
- Boyzone – Where We Belong Tour (1998)

Turnês promocionais
- 1998–2012; 2018–presente UK and Ireland Tour
- 1999 European, East Asian and Southeast Asian Tour
- 2000 European, North American, South American and Asian Tour
- 2001, 2002 European, Korean, Mexican and United States Tour
- 2003 European, Hong Kong, Japan, and Malaysian Tour
- 2005, 2006 European, Taiwan Tour
- 2007 Australian Tour
- 2009 Swedish Tour
- 2019 Singapore, Indonesian, Chinese, Swedish Tour